# San Giovanni Valdarno
San Giovanni Valdarno är en stad och kommun i provinsen Arezzo i regionen Toscana i Italien. Kommunen hade 16 823 invånare (2018) och gränsar till kommunerna Castelfranco Piandiscò, Cavriglia, Figline e Incisa Valdarno, Montevarchi samt Terranuova Bracciolini.
Masaccio, ungrenässansmålare, föddes 21 december 1401 i San Giovanni Valdarno.